# Enrico Paoli
Enrico Paoli (Trieste, 13 de gener de 1908 - Reggio Emilia, 15 de desembre de 2005) fou un àrbitre, problemista i jugador d'escacs italià, que tenia el títol de Mestre Internacional des de 1951 i GM Honoris Causa. Creà el Torneig de Capodanno i va promoure l'Olimpíada de 2006 a Torí. Col·laborà a la revista L'Italia Scacchistica des del 1950.

## Resultats destacats en competició
Va aprendre a jugar a escacs als nou anys, i amb divuit anys obtingué la primera llicència però no fou fins que tingué 26 anys que aprticipà als torneigs. Fou segon al torneig de Merano el 1937, tercer a Milà el 1938 i també tercer al Campionat d'Itàlia en els anys 1939 i 1943.
El 1950 guanyà el Torneig internacional de Venècia on se li atorgà el premi a la bellesa per la seva victòria contra el Gran Mestre Aleksandr Kótov. Fou campió d'Itàlia en els anys 1951, 1957 i 1968.
El 1969 a Vršac (Sèrbia) va perdre l'oportunitat d'aconseguir el títol de Gran Mestre només per mig punt. De totes maneres, la FIDE li atorgà el títol honoris causa el 1996.

### Participació en olimpíades d'escacs
Paoli ha participat, representant Itàlia, en quatre Olimpíades d'escacs en els anys 1954, 1970, 1972 i 1976 (un cop com a 1r tauler), amb un resultat de (+19 =14 –19), per un 50,0% de la puntuació. El seu millor resultat el va fer a l'Olimpíada del 1976 en puntuar 4½ de 7 (+4 =1 -2), amb el 64,3% de la puntuació.

## Partides destacades
Aleksandr Kótov - Enrico Paoli (Venècia, 1950)

1. d4 d5 2. c4 e6 3. Cc3 c6 4. e3 Cf6 5. Cf3 Cbd7 6. Ad3 Ae7 7. O-O O-O 8. b3 b6 9. Ab2 Ab7 10. De2 Tc8 11. Tfd1 Dc7 12. Tac1 Db8 13. e4 dxe4 14. Cxe4 Cxe4 15. Dxe4 g6 16. Dg4 Af6 17. Tc2 Tcd8 18. Ac1 c5 19. Ah6 Tfe8 20. Ae4 Axe4 21. Dxe4 cxd4 22. Cxd4 Cc5 23. Dg4 Axd4 24. Txd4 De5 25. Td1 De4 26. h3 Dxc2 27. Txd8 Txd8 28. Dg5 Td1+ 29. Rh2 Dxf2 30. De7 Dg1+ 31. Rg3 Td3+ 0-1
Borís Spasski - Enrico Paoli (Dortmund, 1973)

1. d4 d5 2. c4 c6 3. Cf3 Cf6 4. Cc3 e6 5. Ag5 h6 6. Axf6 Dxf6 7. Db3 dxc4 8. Dxc4 Cd7 9. e3 g6 10. h4 Ag7 11. O-O-O O-O 12. h5 g5 13. Ad3 De7 14. Ac2 e5 15. Rb1 exd4 16. exd4 Cf6 17. Ce5 Ae6 18. Dd3 Tfd8 19. Ce4 Cxe4 20. Dxe4 f5 21. Df3 Axe5 22. dxe5 Txd1+ 23. Txd1 Td8 24. Txd8+ Dxd8 25. Ab3 Axb3 26. axb3 Da5 27. De3 Rf7 28. g3 Re6 29. f4 g4 30. Dd4 De1+ 31. Rc2 De2+ 32. Rc3 De1+ 33. Rc2 De2+ 34. Dd2 Dxd2+ 35. Rxd2 a5 36. Rc3 Rd5 37. b4 axb4+ 38. Rxb4 b6 39. b3 Re6 40. Rc4 Rd7 41. b4 Re6 1/2-1/2